# 1633
Năm 1633 (số La Mã: MDCXXXIII) là một năm thường bắt đầu vào thứ bảy trong lịch Gregory (hoặc một năm thường bắt đầu vào thứ ba của lịch Julius chậm hơn 10 ngày).

## Sự kiện
- Trịnh–Nguyễn phân tranh: Trịnh Tráng đem quân đánh vào Đàng Trong, ở cửa Nhật Lệ.